# Edison Fidélis
Edison Fidélis de Sousa, ou apenas Edison Fidélis, (Apucarana, 6 de novembro de 1951) é um advogado, administrador, contador e político brasileiro, outrora deputado federal por Rondônia.

## Dados biográficos
Filho de Alcílio José de Sousa e Ana Fidélis de Sousa. Advogado formado pelo Centro Universitário Curitiba em 1976, migrou para Rondônia três anos depois, chegando ao conselho da seccional da Ordem dos Advogados do Brasil. Eleito deputado federal pelo PFL em 1986 e vice-prefeito de Ji-Paraná na chapa de José Bianco em 1988, mudou para o PTB, conquistando um mandato de deputado federal em 1990, neste caso votando a favor do impeachment de Fernando Collor em 1992.
Após uma breve estadia no PSD, foi candidato a vice-governador pelo PP na chapa de Chiquilito Erse em 1994, mas não se elegeu, assim como perdeu a eleição para deputado federal em 1998 e deputado estadual em 2002. Foi nomeado secretário municipal de Obras e Serviços Públicos em Ji-Paraná pelo prefeito José Bianco em 2005.
Sua esposa, Ini Santa Fidélis de Sousa, foi eleita deputada estadual em 1990.